# レオン・ニェムチック
レオン・スタニスワフ・ニェムチック（Leon Stanisław Niemczyk、1923年12月15日 - 2006年11月29日）は、ポーランドの俳優。

## 出演作品
- ザ・グレートレース
- 水の中のナイフ
- 砲兵軍団攻撃中
- 夜行列車
- エロイカ